# 蕭訛都斡
蕭訛都斡（?—?），辽国官员。契丹人。国舅少父房后裔。    
辽道宗咸雍年间，补牌印郎君。大康三年（1077年），北院枢密使耶律乙辛指使护卫太保耶律查剌诬告耶律撒剌与太子耶律濬谋反。他按照耶律乙辛的指示，和耶律塔不也等人作伪证，证明确实有谋反的计划。辽道宗大怒，让太子到上京临潢府。他的哥哥萧挞不也因为太子的事情被害。他想要逼娶赵国公主耶律糾里。随后，他被耶律乙辛诛杀灭口。

## 延伸阅读
[在维基数据编辑]
 《遼史·卷111》，出自脱脱《遼史》